# Welcome to Hell
Welcome to Hell – debiutancki album studyjny angielskiej grupy Venom, wydany w 1981. 
Płyta została nagrana i wyprodukowana w Impulse Studios w Newcastle w Wielkiej Brytanii. Jej producentem jest Keith Nichol.
Album ukazał się w szczytowym okresie rozwoju tzw. Nowej Fali Brytyjskiego Heavy Metalu (New Wave of British Heavy Metal), jednak jego wpływ wykracza daleko poza klasyczny heavy metal. Ze względu na nowatorstwo muzyczne, a jeszcze bardziej teksty i wizerunek sceniczny zespołu, nagrania wywarły ogromny wpływ na rozwój gatunków black metal i thrash metal. 
Muzycznie Welcome to Hell jest mieszanką heavy metalu, speed metalu oraz punk rocka. Teksty poruszają tematykę okultyzmu, satanizmu, hedonizmu oraz deprawacji seksualnych.
Norweski zespół Mayhem wziął swą nazwę od utworu Mayhem With Mercy, nagrał też własną wersję utworu Witching Hour (minialbum Deathcrush). Amerykańska grupa High on Fire również nagrała cover Witching Hour – utwór zamyka limitowaną wersję albumu koncertowego Live a the Relapse Contamination Festival z 2005.
Do utworu Witching Hour powstał teledysk.

## Lista utworów
1. Sons of Satan – 3:38
2. Welcome to Hell – 3:15
3. Schizoid – 3:34
4. Mayhem With Mercy – 0:58
5. Poison – 4:33
6. Live Like an Angel (Die Like a Devil) – 3:59
7. Witching Hour – 3:40
8. One Thousand Days in Sodom – 4:36
9. Angel Dust – 2:43
10. In League With Satan – 3:35
11. Red Light Fever – 5:14

## Reedycja z roku 2002 wydana przez Castle Music/Sanctuary Records
1. Sons of Satan – 3:38
2. Welcome to Hell – 3:15
3. Schizoid – 3:34
4. Mayhem With Mercy – 0:58
5. Poison – 4:33
6. Live Like an Angel (Die Like a Devil) – 3:59
7. Witching Hour – 3:40
8. One Thousand Days in Sodom – 4:36
9. Angel Dust – 2:43
10. In League With Satan – 3:35
11. Red Light Fever – 5:14
12. Angel Dust (Lead Weight version) – 3:03
13. In League With Satan (7" version) – 3:31
14. Live Like an Angel (7" version) – 3:54
15. Bloodlust (7" version) – 2:59
16. In Nomine Satanas (7" version) – 3:29
17. Angel Dust (Demo) – 3:10
18. Raise the Dead (Demo) – 3:29
19. Red Light Fever (Demo) – 4:51
20. Welcome to Hell (Demo) – 4:57
21. Bitch Witch (Outtake) – 3:08
22. Snots Shit (Outtake) – 2:06

## Twórcy
- Cronos – gitara basowa, wokal
- Mantas – gitara
- Abaddon – perkusja